# حرق عائلة دوابشة
حرق عائلة دوابشة يشير إلى إشعال مستوطنين الحريقَ في منزل عائلة فلسطينية في قرية دوما، محافظة نابلس في الضفة الغربية، فلسطين. وقد توفي الرضيع علي وعمره 18 شهراً وأصيب والداه وأخاه أحمد (4 سنوات) بجروح خطيرة، وتوفي لاحقاً والد الطفل ورب العائلة سعد دوابشة في مستشفى سوروكا في بئر السبع بعد أن أصيب جسمه بحروق من الدرجة الثالثة ولحقت أضرار بنسبة 80 في المئة من جسمه بشكل عام، وتوفيت لاحقاً الأم ريهام حسين دوابشة في المستشفى بعد أن أعلن صباح يوم 6 من شهر سبتمبر عن وفاتها في مستشفى تل هشومير في مدينة تل أبيب.

## خلفية

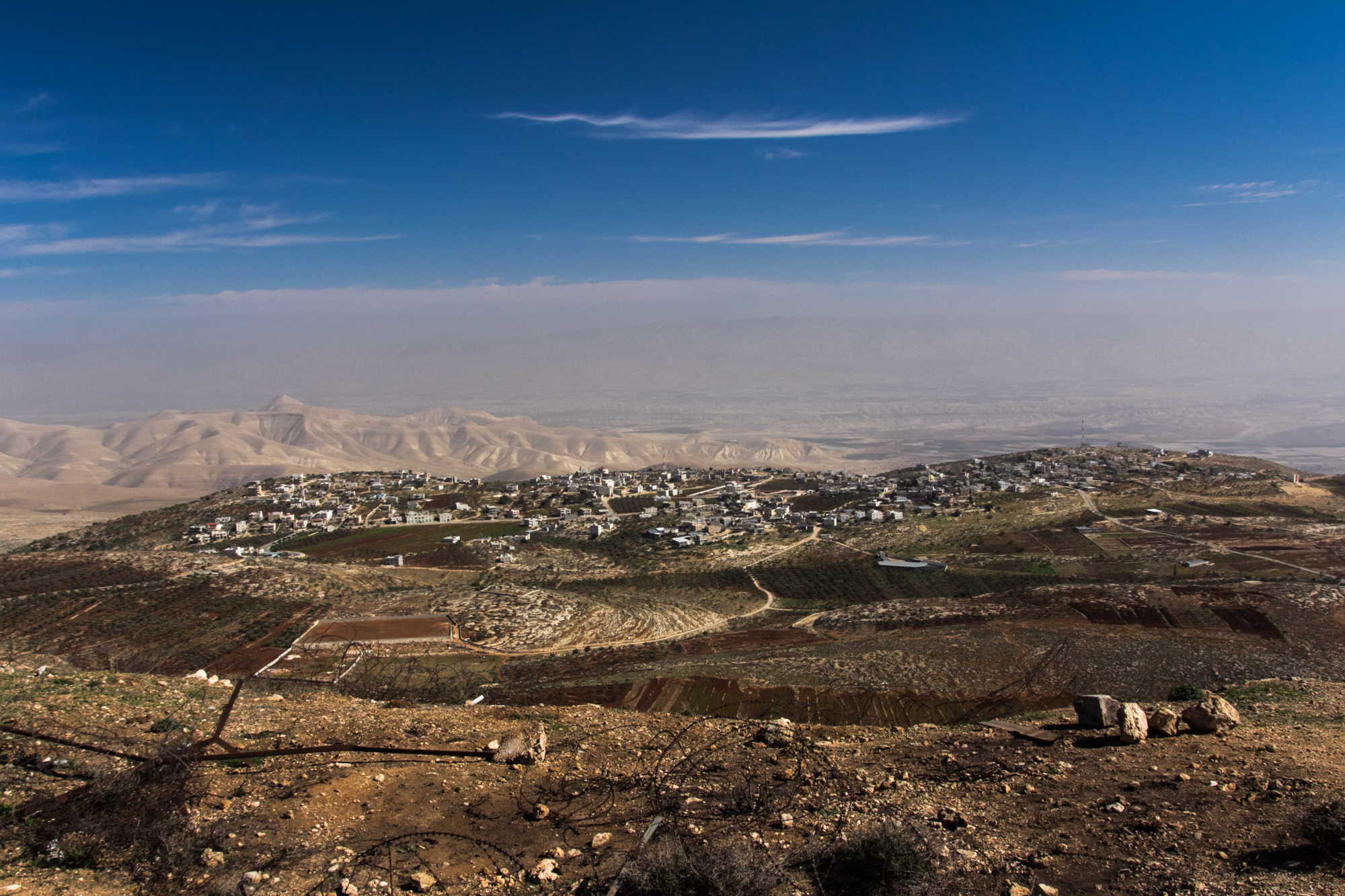
قرية دوما

قبل الواقعة بأيام قررت المحكمة العليا الإسرائيلية هدم مبنيين أقامهما مستوطنون على أراض فلسطينية خاصة في مستوطنة بيت إيل. فيما رد رئيس الوزراء الإسرائيلي نتنياهو على ذلك بالإعلان عن المصادقة مشاريع بناء 300 وحدة سكنية في نفس المستوطنة.
قام مستوطنون من مستوطنتي يحي وويش كودش بإضرام النيران في منزلي سعد ومأمون دوابشة، وخُطت شعارات عنصرية باللغة العبرية مثل «يحي الانتقام» و«انتقام المسيح»، وفر المهاجمون بعدها.

## المحاكمة
حسب النيابة الإسرائيلية فإن 4 يهود، بينهم قاصران اثنان متهمين بحرق العائلة، وفي 8 تموز أفرجت المحكمة العليا عن مستوطن إسرائيلي متهم بحرق العائلة بدعوى عدم بلوغ المتهم سن الرشد وقت الجريمة.

## ردود فعل

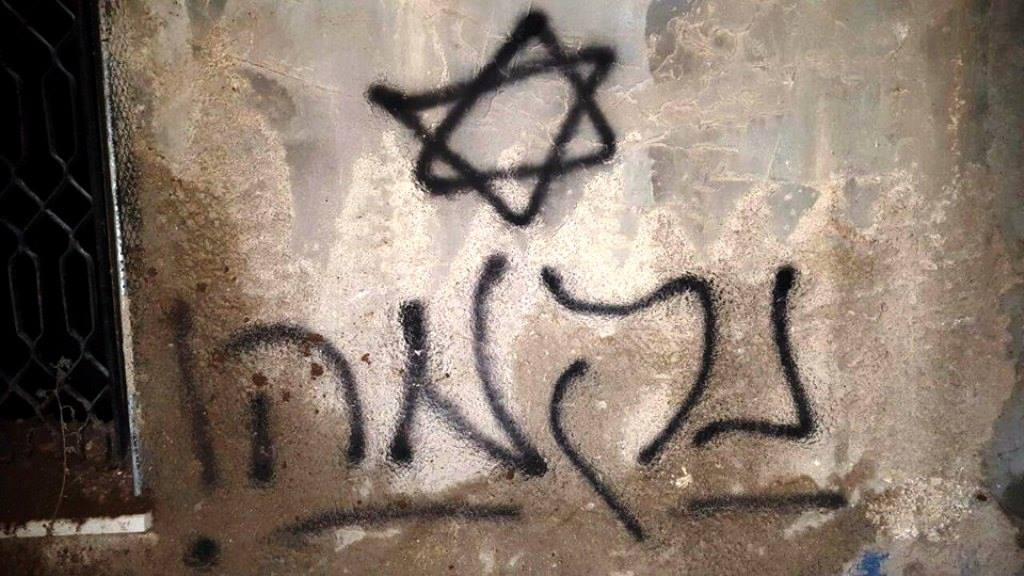
شعار للإنتقام كتب بالعبرية خطه مستوطنون على بيت دوابشة بعد حرقه

### محلياً
- فلسطين: أدان نبيل أبو ردينة الناطق الرسمي باسم الرئاسة تلك الجريمة، وقال: «إن صمت المجتمع الدولي على هذه الجرائم وإفلات الإرهابيين القتلة من العقاب أدى إلى جريمة حرق الرضيع دوابشة كما حدث مع الطفل محمد أبو خضير». وأكد أن هذه الجريمة ستكون في مقدمة الملفات التي ستقدم إلى محكمة الجنايات الدولية لمحاسبة كل من شارك في هذه الجريمة.[7]
- حركة حماس: وصفت حركة حماس الجريمة بأنها جريمة بشعة تستدعي ردا استثنائيا من الشعب والمقاومة.[8] فيما قال الناطق باسم حماس «"إن هذه الجريمة وحشية إسرائيلية" لا تغتفر، وأن أبناء الشعب الفلسطيني سيردون عليها بطريقتهم الخاصة.»[9]
- حركة الجهاد الإسلامي: قالت حركة الجهاد الإسلامي في فلسطين «إن جريمة المستوطنين في دوما قضاء نابلس والتي استشهد خلالها رضيع واصيب ثلاثة من افراد عائلته وغيرها من جرائم المستوطنين تمت بدعم وحماية من قوات الجيش الاسرائيلي التي دفعت بها حكومة الاحتلال لحماية إرهاب المستوطنين في الضفة الغربية.»، ودعت جماهير الشعب لإعلان حالة المواجهة والغضب والتصدي لقوات الاحتلال والمستوطنين.[10]
- حزب الشعب الفلسطيني: اعتبر حزب الشعب تلك الجريمة تطورا خطيرا في دور المستوطنين، ومؤشرا على انتشار الفاشية في المجتمع الإسرائيلي. وطالب بتصعيد المقاومة الشعبية والإسراع بتشكيل لجان حماية شعبية في القرى والمخيمات والمدن الفلسطينية.[11]

### دولياً
- الأمم المتحدة: صدر بيان عن المتحدث الرسمي أدان فيه الأمين العام للأمم المتحدة بان كي مون الحريق المتعمد في قرية دوما والذي أدى إلى قتل الطفل الفلسطيني علي دوابشة. وطالب البيان بتقديم مرتكبي هذا العمل الإرهابي إلى العدالة.[12][13]
- الاتحاد الأوروبي: قالت متحدثة باسم فيديريكا موغريني مسؤولة الشؤون الخارجية والأمن في الاتحاد الأوروبي «يجب على السلطات الإسرائيلية اتخاذ إجراءات حاسمة لحماية السكان المحليين» وقالت أيضًا «إننا ندعو إلى المساءلة الكاملة، وتطبيق القوانين، وعدم التسامح المطلق مع عنف المستوطنين».[1]
- إيران: أدانت المتحدثة باسم الخارجية الإيرانية مرضية أفخم بشدة جريمة قتل الطفل الفلسطيني علي سعد دوابشة على يد المستوطنين الصهاينة إثر إحراق منزل والده في الضفة الغربية.[14]
- تركيا: أدانت وزارة الخارجية التركية، بشدّة، الهجوم الذي شنّه عدد من المستوطنين اليهود بالزجاجات الحارقة يوم الجمعة على منزل عائلة فلسطينية. وجاء في البيان «ندين بشدة حادثة مقتل رضيع فلسطيني حرقا، على يد مستوطنين يهود أشعلوا النار في منزل عائلته في قرية دوما بالضفة الغربية المحتلة، وننتظر من السلطات الإسرائيلية أن تقدم مرتكبي الهجوم الإرهابي الوحشي أمام العدالة فورا».[15]
- مصر: أعربت الخارجية المصرية عن إدانتها الشديدة لحرق مستوطنين للطفل الفلسطيني الرضيع علي سعد الدوابشة، وطالبت السلطات الإسرائيلية بتحمل مسؤولياتها القانونية والإنسانية كسلطة احتلال والمجتمع الدولي لتوفير الأمن والحماية للشعب الفلسطيني.[16]
- السعودية: ندد مجلس الوزراء السعودي بجريمة حرق الطفل علي دوابشة ووصف الحادثة بأنها إرهابية وحشية خالية من الضمير البشري. وطالب مجلس الأمن بأخذ الإجراءات اللازمة ومعاقبة الكيان الصهيوني على ذلك.[17][18]

## احتجاجات
- وفي رد فعل عفوي، لقي الفتى الفلسطيني محمد المصري (17 عاماً) مصرعه برصاص جيش الاحتلال الإسرائيلي، وذلك عندما توجه المصري إلى السياج الذي أقامته إسرائيل حول قطاع غزة وغرس أحد أعلام حركة حماس، فتم قتله برصاص جيش الاحتلال.[19]